# 板坂克則
板坂 克則（いたさか かつのり）は、日本の実業家。トヨタアドミニスタ代表取締役社長や、トヨタ輸送代表取締役社長、日本陸送協会副会長等を務めた。

## 人物・経歴
石川県出身。1977年一橋大学商学部卒業、トヨタ自動車販売（現トヨタ自動車）入社。2005年常務役員に昇格。2009年顧問。同年トヨタアドミニスタ代表取締役社長。2013年からトヨタ輸送代表取締役社長を務め、人手不足が続く中で女性トラック運転手「トラガール」の活躍促進のための環境整備にあたった。日本陸送協会副会長、大阪トヨタ自動車監査役、トヨフジ海運取締役、服部国際奨学財団理事、名古屋フィルハーモニー交響楽団諮問委員等も務めた。